# Паневежио-Крякянавский деканат

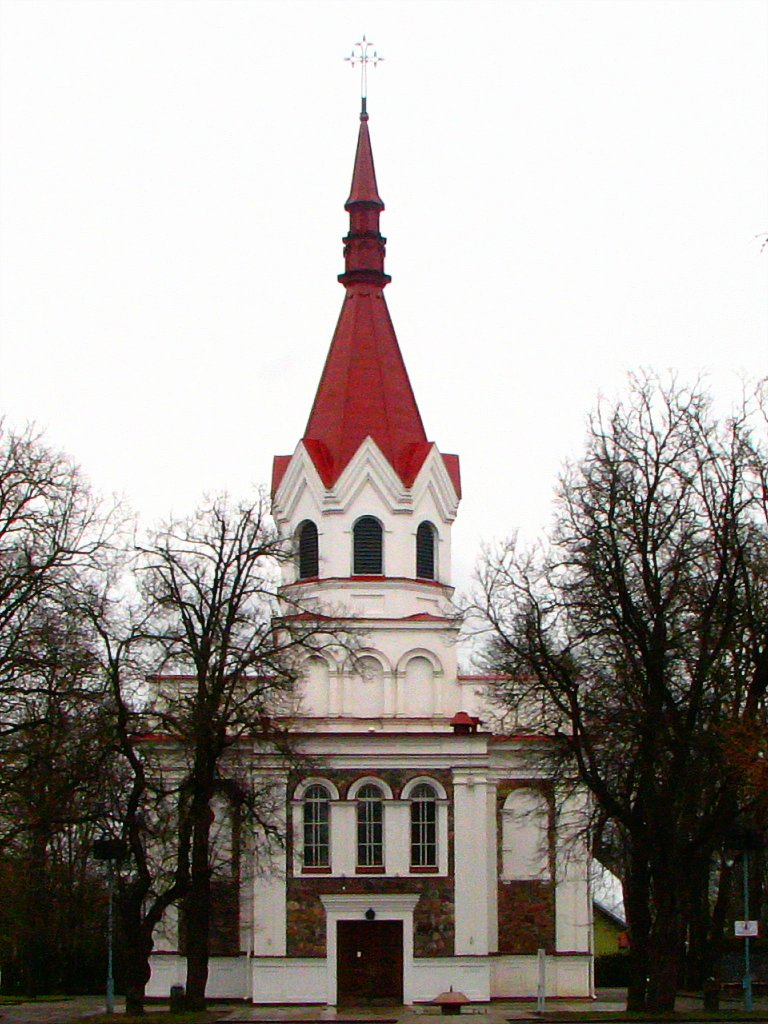
Церковь Святой Троицы в Паневежисе

Паневежио-Крякянавский декана́т (лит. Panevėžio-Krekenavos dekanatas) — один из девяти деканатов епархии Паневежиса римско-католической церковной провинции Вильнюса. Объединяет приходы в пределах юго-западной половины Паневежского района Паневежского уезда Литвы. В настоящее время в Паневежио-Крякянавский деканат входит пятнадцать приходов. Головным храмом является, расположенная в Паневежисе, церковь Святой Троицы.
Должность окружного викария Паневежио-Крякянавского деканата  занимает священник Эугениюс Стира (лит. Eugenijus Styra).

## Приходы деканата
- Анчишкский приход (лит. Ančiškio Šv. apašt. evang. Mato parapija);
- Бярчюнайский приход (лит. Berčiūnų Lietuvos Kankinių parapija);
- Вадактеляйский приход (лит. Vadaktėlių Šv. Jono Nepomuko parapija);
- Вадокляйский приход (лит. Vadoklių Švč. Jėzaus Širdies parapija);
- Вялжисский приход (лит. Velžio Švč. Jėzaus Širdies parapija);
- Еришкяйский приход (лит. Ėriškių Švč. Jėzaus Vardo parapija);
- Крякянавский приход (лит. Krekenavos Švč. M. Marijos Ėmimo į dangų parapija);
- Ленасский приход (лит. Lėno Šv. Antano Paduviečio parapija);
- Науяместский приход (лит. Naujamiesčio Šv. apašt. Mato parapija);
- Паневежский приход (лит. Panevėžio Švč. Trejybės parapija);
- Паневежский кафедральный приход (лит. Panevėžio Kristaus Karaliaus katedros parapija);
- Рамигальский приход (лит. Ramygalos Šv. Jono Krikštytojo parapija);
- Тускавский приход (лит. Truskavos Šventosios Dvasios parapija);
- Улюнайский  приход (лит. Uliūnų Kristaus Žengimo į dangų parapija);
- Упитеский приход (лит. Upytės Šv. Karolio Baromėjaus parapija).